# Zolimomab aritox
Zolimomab aritox là một kháng thể đơn dòng ở chuột đã được nghiên cứu để điều trị bệnh lupus ban đỏ hệ thống  và bệnh ghép so với vật chủ, nhưng các nghiên cứu không cho thấy tác dụng tích cực của thuốc.
Nó là một kháng thể chống CD5 được liên kết với chuỗi A của protein ricin (được phản ánh bởi aritox trong tên của thuốc).